# Anne Cobbe

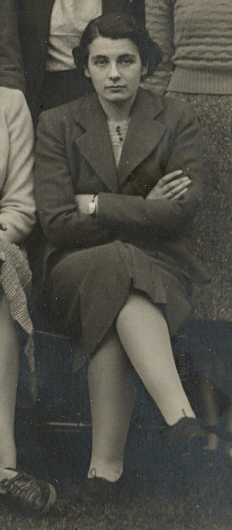
Anne Cobbe 1939 am Somerville College in Oxford

Anne Philippa Cobbe  (* 7. August 1920 in Sharnbrook, Bedfordshire, England; † 15. Dezember 1971 in Oxford, Engla) war eine englische Mathematikerin und Hochschullehrerin. Sie war Tutorin für reine Mathematik am Somerville College, das während ihrer Zeit ein Frauencollege war.

## Leben und Werk
Cobbe war das jüngste von drei Kindern von General Alexander Cobbe und Winifred Ada Bowen und besuchte das Internat der Downe House School in der Nähe von Newbury (Berkshire). 1939 bestand sie die Aufnahmeprüfungen in Mathematik an der University of Oxford und erhielt einen Platz am Somerville College. 1942 bestand sie ihre letzten Prüfungen und nahm dann eine Position in der operativen Forschung für die Royal Navy ein. Nach dem Krieg kehrte sie nach Oxford zurück und erhielt 1946 den Master of Arts. Sie forschte bei John Henry Constantine Whitehead. Ihre erste Arbeit in homologischer Algebra (Some algebraic properties of crossed modules) wurde 1951 veröffentlicht und 1952 promovierte sie an der University of Oxford mit der Dissertation: Modern Algebraic Theories. Sie wurde Dozentin in der Lady Margaret Hall und veröffentlichte 1955: On the cohomology groups of a finite group. Im selben Jahr kehrte sie nach Somerville zurück, wo sie als Stipendiatin und Tutorin ernannt wurde. 1957 veröffentlichte sie On Q-Kernels with Operators, ein gemeinsames Papier mit Robert Leroy Taylor. 1969 erkrankte sie schwer und im April 1971 gab sie ihre Position als Fellow und Tutorin auf, bot jedoch bis zu ihrem Tod im Dezember weiterhin Unterstützung und Beratung an. Sie schenkte Somerville ihr Haus in der Walton Street unter der Bedingung, dass die Philosophin Philippa Foot dort lebenslang wohnen dürfte. 1972 gründete das Somerville College den Anne Cobbe Memorial Fund.